# كلاوديو برافو (لاعب كرة قدم)
كلاوديو برافو (بالإسبانية: Claudio Nicolás Bravo)‏ هو لاعب كرة قدم أرجنتيني في مركزي الوسط والدفاع، ولد في 13 مارس 1997 في لوماس دي ثامورا في الأرجنتين. لعب مع بانفيلد.

## وصلات خارجية
- كلاوديو برافو على موقع الدوري الأمريكي (الإنجليزية)
- كلاوديو برافو على موقع قاعدة بيانات كرة القدم.إي يو (الإنجليزية)
- كلاوديو برافو على موقع Soccerway.com (الإنجليزية)
- كلاوديو برافو على موقع أوليمبيديا (الإنجليزية)